# Ruta López Mateos

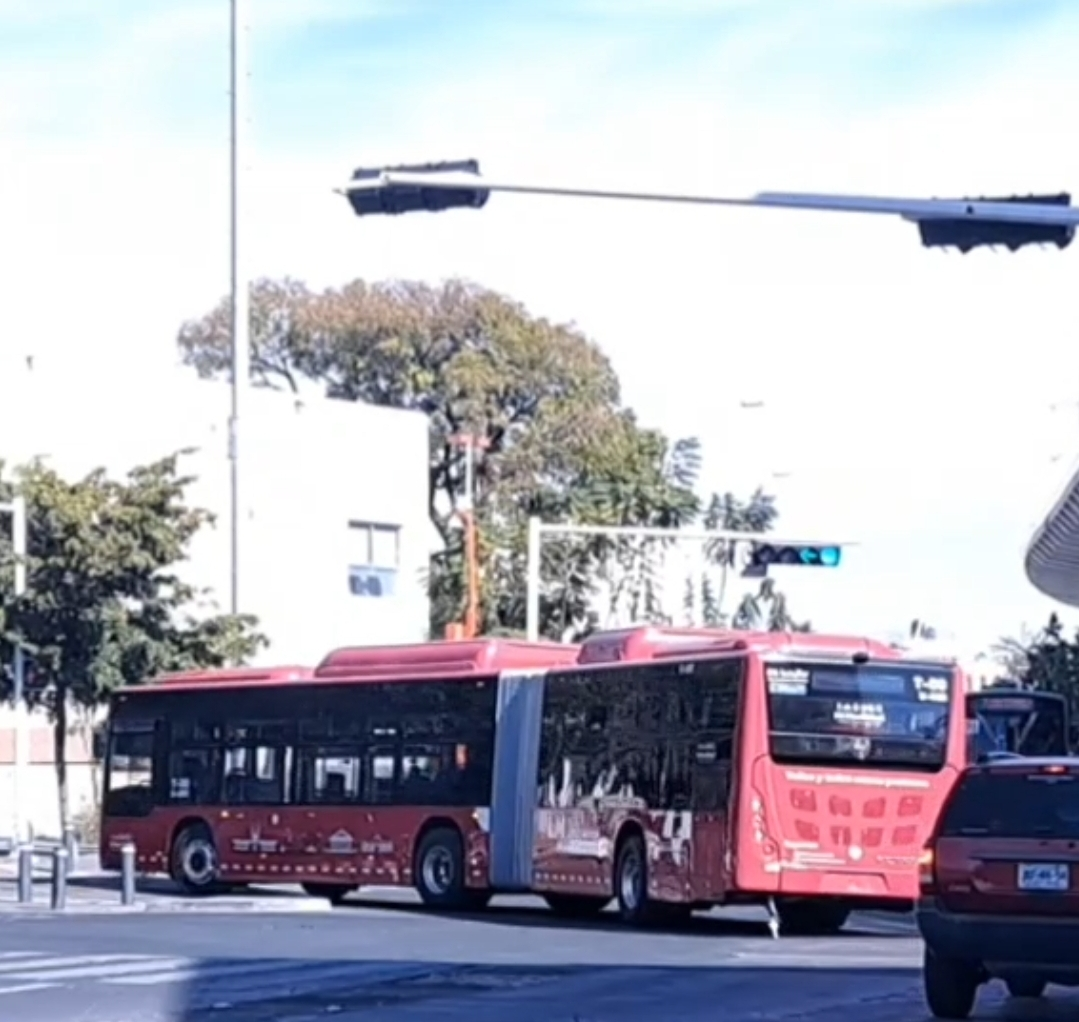
Camión FOTON en estación Zapopan

Ruta López Mateos es una línea de transporte público, inaugurada por el Gobierno de Jalisco el 24 de febrero del 2024 como una gran apuesta a brindar una solución de transporte masivo a una de las arterias principales de la ciudad de Guadalajara, la Avenida López Mateos, cuenta con unidades de 18 m, articuladas y de gas natural, así como rutas complementarias con autobuses de 9 y 12 m, con ello se contempla que abastesca a gran parte del área metropolitana de Guadalajara.  

## Presentación del proyecto
El Gobernador de Jalisco Enrique Alfaro daría a conocer el Plan Integral De Movilidad para la zona sur del área metropolitana de Guadalajara entre los cuales está la ampliación de la Línea 1 del Tren Ligero de Guadalajara y la creación de la Ruta Troncal López Mateos, dicho proyecto se espera abarcar dos carriles de la Avenida López Mateos con unidades articuladas, de 18 m de largo, piso bajo y gas natural, el cual costaría 80 millones de pesos. 

## Investigación López Mateos
Tras ser la vialidad más transitada la Avenida López Mateos ha llegado a ser el dolor de cabeza de varios automovilistas y de varios pasajeros por el hecho de estar por horas en el tráfico generado por los diversos vehículos que circulan día tras día, el Gobierno de Jalisco generaria un censo donde varios ciudadanos participaron para identificar el origen de los conflictos que padecen las personas que transitan por esta vía, siendo adicional abierto un foro para brindar soluciones para disminuir el tráfico en dicha vialidad. 

## Inicio de obras
Tras haber sido aprobado el proyecto de la Troncal López Mateos se empezaría la Construcción de las paradas de autobuses que llevaría dicho proyecto, siendo estos paraderos ubicado al lado derecho de las vialidades y usando solamente 2 carriles de dicha vialidad y a comparación de las estaciones de BRT de Mi Macro que son paraderos elevados, los paraderos serían a la altura del piso.

## Inicio de operaciones
La Ruta López Mateos se daría a conocer que se iniciaría a circular las primeras 3 rutas el día 24 de febrero de 2024 y las otras 5 rutas iniciarían operaciones el día 2 de marzo de 2024. 